# Jelenetek a bábuk életéből
A Jelenetek a bábuk életéből (eredeti német címén: Aus dem Leben der Marionetten) egy 1980-ban bemutatott színes, fekete-fehér, NSZK–svéd filmdráma, tévéfilm Ingmar Bergman rendezésében, melynek a forgatókönyvét is ő írta. Bergman a magas svéd adók miatt ezt a filmjét Münchenben, az NSZK-ban készítette el. A film főszereplői, Peter és Katarina már megjelentek korábban a Jelenetek egy házasságból c. tévéfilmjének első részében mint Johan és Marianne barátai, de ekkor még Bergman nem adott nekik vezetéknevet. Abban a filmben Petert Jan Malmsjö (magyar hangja: Dunai Tamás), míg Katarinát Bibi Andersson (magyar hangja: Igó Éva) alakította.
Miután azonban stábjával Nyugat-Németországban készítette el Peter és Katarina házasságának a katasztrófájáról szóló filmjét, nevük „új hazájuk” után Egermann lett, és bár Bergman a Fårőn írt és 1979. január 25-ére keltezett filmnovellájában még egy n-nel írta hősei nevét, a filmben már a két n-es Egermann változatot használja a jelenetek címeiben. Ugyanakkor a filmből nem derül ki egyértelműen, hogy valójában hol is játszódik a történet, Nyugat-Németországban vagy Svédországban, legfeljebb csak halványan utalnak rá, hogy a helyszín talán Svédország lehet. A 9. jelenetben ugyanis Johan és Marianne is szóba kerül, akikről két nappal a katasztrófa előtt tesznek említést Peter barátjának, és akiket előző este meglátogattak, azonban ők maguk, Johanék, ahogy utalnak rájuk, nem jelennek meg ebben a filmben. Megtudjuk azonban, hogy mint akkor, Peter és Katarina most is botrányosan viselkedik Johan és Marianne jelenlétében. A svédországi helyszínt erősíti még az a képkocka a 11. jelenetben, melyben Peter felkeresi a prostituáltat az Eros House nevű peep-show-ban, amikor az egyik falon egy pillanatra feltűnik egy újságcikk, mely ugyan a film nyelvén, németül van, de Szilvia svéd királyné újszülött fiának, Károly Fülöp hercegnek a születéséről ad hírt, aki 1979. május 13-án Stockholmban jött a világra. 
A film Peter és Katarina Egermann házasságának a válságát tárja fel időben ide-oda ugrálva, és arra keresi a választ, hogy egy jómódú, jóképű, eminens és a környezetének mindig megfelelő, fejlett kötelességtudattal, magas fokú önfegyelemmel rendelkező, feltűnően intelligens (a sakkgépet is megveri), valamint rendkívül ambiciózus fiatalember hogyan veszíthette el a teljes önkontrollját, hogy egy peep-show-ban megöljön egy prostituáltat, majd pedig análisan közösüljön a halottal. A filmben Bergman mind a látens, Peter személyében, mind pedig a nyíltan vállalt homoszexualitást, Katarina kollégája, Tim személyében megjeleníti. A filmet 1997-ben az ATV, 2005-ben pedig Bergman kilenc filmje és a Bergman-sorozat keretében a Magyar Televízió tűzte műsorára.

## Alkotói
- Rendező: Ingmar Bergman
- Írta: Ingmar Bergman
- Forgatókönyvíró: Ingmar Bergman
- Zene: Rolf A. Wilhelm
- Operatőr: Sven Nykvist
- Vágó: Petra v. Oelffen
- Jelmeztervező: Charlotte Flemming
- Díszlettervező: Rolf Zehetbauer
- Hangmérnök: Peter Beil

1. magyar változat:
- Szinkronrendező: Kiss Beáta

2. magyar változat:
- Magyar szöveg: Niklosz Krisztina
- Szerkesztő: Bíró László
- Hangmérnök: Kardos Péter
- Vágó: Simkóné Varga Erzsébet
- Gyártásvezető: Sarodi Tamás
- Szinkronrendező: Rehorovszky Béla

## Szereplők
A szerepeket játszó eredeti színészek mellett a táblázat feltünteti az első (1982, szinkronrendező: Kiss Beáta) és a második (2005, szinkronrendező: Rehorovszky Béla) változat magyar szinkronhangjait is. A szereplők neveinek a helyesírása a film jeleneteinek címében megjelenő írott formát követi.
| Szerep                       | Megjegyzés | Színész             | Magyar hang 1. magyar változat (1982) | Magyar hang 2. magyar változat (2005) |
| ---------------------------- | --- | ------------------- | ------------------------------------- | ------------------------------------- |
| Peter Egermann               | mérnök, üzletember, a gyilkos | Robert Atzorn       | Balkay Géza                           | Széles Tamás                          |
| Katarina Egermann            | Divattervező, 10 éve Peter felesége, de a válást fontolgatja Peterrel, akinek a férfiasságát számos esetben nagy nyilvánosság előtt is kétségbe vonja, kifigurázza, így megszégyenítve a férjét, aki fölött gyakran anyáskodik, és nem nézi jó szemmel a szoros anya–fiú kapcsolatot Peter és az anyja között. | Christine Buchegger | Bodnár Erika                          | Schell Judit                          |
| Cordelia Egermann            | Egykori színésznő, Peter édesanyja, nemrégiben lett özvegy. Peter házasságát Katarinával kezdettől fogva rossz szemmel nézi. | Lola Müthel         | Margitai Ági                          | Molnár Piroska                        |
| Katarina Krafft              | „Ka”, a prostituált, az áldozat, Tim barátja, aki inkább anyáskodóan viselkedik Peterrel, semmint potenciális „kuncsaftként” kezelné. Peter jelentős mennyiségű alkoholt fogyaszt Kánál, így a gyilkosságot alkoholos befolyásoltság alatt követi el az Eros House peep-show-ban. | Rita Russek         | Szerencsi Éva                         | Pikali Gerda                          |
| Mogens Jensen                | pszichiáter professzor, Petert 20 éve ismeri, mégis „megdöbben” a tettein, miközben Peter feleségét próbálja elcsábítani | Martin Benrath      | Szabó Ottó                            | Helyey László                         |
| Tim                          | Tomas Isidor Mandelbaum, azaz a nevének a kezdőbetűiből áll a művészneve, divattervező, Katarina Egermann munkatársa 15 éve és 12 éve tulajdonostársa, valamint homoszexuális barátja, de riválisa is a férje szerelméért. A felügyelő kérdésére elmondja, hogy szeretett volna szexuális viszonyt kialakítani Peterrel, de kézfogáson kívül nem volt semmi testi kapcsolatuk, viszont azt szerette volna, ha Peter közeledik hozzá, hiszen állítása szerint kizárt, hogy tévedne abban, hogy Peter is vágyott egy férfival való intim kapcsolatra. Ugyanakkor „Ka” barátja is, aki a vallomása szerint „összehozza a gyilkost és áldozatát” | Walter Schmidinger  | Reviczky Gábor                        | Mikó István                           |
| Andersné                     | Peter titkárnője, kapcsolatuk pusztán kollegiális, alá- fölérendeltségi viszony, Peter hűvös és távolságtartó, de ugyanakkor udvarias vele | Gaby Dohm           |                                       |                                       |
| Felügyelő                    | a gyilkossági nyomozás vezetője | Karl-Heinz Pelser   |                                       | Rosta Sándor                          |
| Portás                       | az Eros House peep-show-ban | Toni Berger         |                                       |                                       |
| Arthur Brenner               | Peter kollégája és barátja, akit Katarina hív segítségül, mikor Peter öngyilkosságot próbál elkövetni | Heinz Bennent       |                                       | Varga Tamás                           |
| Nővér                        | a pszichiátrián, ahol Mogens Jensen is dolgozik pszichiáterként, és ahol Petert kezelik, miután elkövette a gyilkosságot. | Ruth Olafs          |                                       | Ruttkay Laura                         |
| Katarina Egermann titkárnője | | Doris Jensen        |                                       |                                       |
| Gondnok                      | Cordelia Egermann házában | Erwin Faber         | nem szólal meg                        | nem szólal meg                        |
| Jack                         | bárpultos a szálloda bárjában | Michel Wagner       |                                       |                                       |

## Előzmények
Ingmar Bergman a Münchenben írt és 1978. március 4-ével keltezett Szerelem szeretők nélkül című filmnovellájában már feldolgozta Peter és Katarina történetét, akik elsőként még csak mellékszereplőként a Jelenetek egy házasságból c. filmsorozat első részében jelentek meg. „Ezt a kéziratot három, rendkívül lelkiismeretes producer is visszautasította. [...] Ebből az anyagból nem lehet filmet csinálni. Anyagi csőd lenne. Katasztrófa. Öngyilkosság. Lassacskán én is magamévá tettem lehangoló véleményüket, és a kéziratomat az elfekvő anyagok fiókjába süllyesztettem.”
Bergmant azonban nem hagyta nyugodni a dolog, és jelentősen megrövidítve, valamint csak a fő szálra, Peter és Katarina élettörténetére koncentrálva 1979 januárjában átdolgozta a forgatókönyvet most már a Bábok életéből címet adva neki. „A Jelenetek egy házasságból első részében felbukkan két dühös és szerencsétlen ember, akiket Peternek és Katarinának neveztem. [...] Sokat markoló, ám egészében véve félresikerült forgatókönyvemnek – Szerelem szeretők nélkül – egyik témája Peter és Katarina házasságának katasztrófája volt. A filmből semmi se lett, ők ketten mégsem kerültek a süllyesztőbe. [...] A cselekmény több idősíkon zajlik (a katasztrófa előtt és után), [...] Az érthetőség kedvéért az egyes részeknek címet adtam, és mindenhol feltüntettem az időt; [...] A forgatókönyveimhez írt bevezetőkben általában megpróbálom kifejteni, hogy miért írtam a filmet. [...] miért keletkezik rövidzárlat egy minden tekintetben jól alkalmazkodó és rendezett életű emberben. [...] hősünk cselekedetei végzetesek, és egy másik embert is érintenek. Nem avatkozom bele semmibe; az objektivitás persze még így is puszta illúzió marad. Mindamellett a szereplők sem vállalkozhatnak arra, hogy a drámát megmagyarázzák [...] (A pszichiáter – akitől hivatása miatt ezt leginkább elvárhatnánk – a legkevésbé.)”

## Történet
|  | Alább a cselekmény részletei következnek! |

Jelenetek: Bergman a filmjében minden egyes jelenetet ellátott címmel, melyek a jelenetek elején megjelennek feliratként is. Az alábbiakban ezek szerepelnek dőlt betűkkel, majd pedig mellette zárójelben szerepel az is, hogy eredetileg mi volt a címe, és hogy a darab első változatában hol is helyezkedett el. A film alapvetően fekete-fehér, csak az első jelenet elején és az utolsó jelenet egészében színes, bár a filmnovellájában még másképp képzelte Bergman, ez is látható alább:
1. jelenet: Prológus: színesen indul, a film legelső mondata Peter szájából (és ez lesz majd Peter legutolsó mondata is a 11. jelenetben): „Fáradt vagyok.” A gyilkosság után fekete-fehér lesz. (A filmnovellából teljes egészében hiányzik ez a jelenet)
2. jelenet: 20 órával a gyilkosság után Mogens Jensen pszichiáter professzor a nyomozás vezetőjével beszél. (I. Beszélgetés magas szinten)
3. jelenet: 14 nappal a katasztrófa előtt Peter Egermann felkeresi Mogens Jensen professzort a rendelőjében. A filmben a név 2 n-nel íródik. (II. Péter az orvosnál)
4. jelenet: Egy héttel a gyilkosság után a nyomozás vezetője Peter Egermann édesanyjával beszélget. (III. Beszélgetés Peter Egerman anyjával; a filmnovellában egy n-nel íródik a név.)
5. jelenet: Öt nappal a katasztrófa előtt Katarina és Peter Egermann nem tud elaludni. (IV. Farkasok órája és VIII. Peter Egerman feljegyzést diktál. Andersnénak)
6. jelenet: Négy nappal a katasztrófa előtt Katarina Egermann a divatbemutatójára készül. (VI. Katarina és Tim)
7. jelenet: Három nappal a gyilkosság után a felügyelő kikérdezi Timet. (a második magyar szinkronban a narrátor 2 nappal-nak mondja) (VII. Beszélgetés Tomas Isidor Mandelbaummal)
8. jelenet: Peter Egermann írt egy levelet Jensen professzornak, amit sohasem adott fel. Ez is fekete-fehér (IX. Peter Egerman levelet ír Jensen professzornak. Soha nem küldte el. Színes.)
9. jelenet: Két nappal a katasztrófa előtt Peter Egermann öngyilkossággal fenyegetőzik. (X. Jelenet)
10. jelenet: Három héttel a katasztrófa után Katarina Egermann meglátogatja Peter édesanyját. (XI.Katarina Egerman meglátogatja anyósát)
11. jelenet: 50 perccel a katasztrófa előtt Peter Egermann felkeresi a prostituált Katarina Krafftot. A jelenet utolsó mondata (és Peter legutolsó mondata is egyben, ami a film kezdő mondata is volt): „Fáradt vagyok.” (XII. Peter és Ka)
12. jelenet: Négy héttel később egyik este Mogens Jensen pszichiáter professzor előzetes összefoglalást diktál az esetről. Színesre vált a jelenet végén, amikor a gyilkosságról és a közösülésről beszél, miközben Peter arcát mutatják. (XIII. Záróbeszélgetés magas szinten)
13. jelenet: Epilógus: színes, Bartók zenéje mégse csendül fel. (V. Közjáték: Bartók Béla: Zene húros hangszerekre, ütőkre és celestára. Harmadik tétel, Adagio.)

|  | Itt a vége a cselekmény részletezésének! |

## Fogadtatás
Magyarországi bemutatójára 1982. december 16-án filmszínházban került sor, ekkor még szakmai közönség előtt. Majd csak 1983. januárjától kezdve vetítették a hazai mozik szerte az országban, még ha eredetileg tévéfilmnek készült. A hazai televíziós vetítésére azonban 1997-ig várni kellett, viszont a kritikák kezdettől fogva vegyes érzelmekkel viseltettek Bergman e filmje iránt, ami e két alábbi 1982-es elemzésből is kiviláglik:
„Az új Bergman-film hősével már találkoztunk, ha csak néhány percre is, egy másik Bergman-filmben (Jelenetek egy házasságból), Johann és Marianne jómódú polgári babaházában, ő, Peter Egerman és felesége, Katarina, botrányosan viselkedtek, elrontották a kellemesnek ígérkező estét, [...] Új filmjében elsősorban erről a drámai hatásról mond le, mintha az elemzés egzaktságát s az igazságot féltené tőle. A tudomány palástját ölti fel, szigorúan dokumentálni akar egy – Peter Egerman életében legalább – egyedülálló esetet, szinte lélektani rejtélyt: mi vitte rá őt, hogy pillanatnyi vak felgerjedésében megölje azt a lányt s meggyalázza, akit jószerével nem is ismert. [...] a helyhez illő vörös drapériák közt a szex-show színpadán [...] majd fekete-fehérben következnek, [...] Peter gyilkos képzeteket sugalló álmai, melyekben tirannikus, őt szexuálisan éretlen férfinak tartó feleségét akarja megölni), [...] Peter Egerman életének legfőbb szereplői: felesége, az okos, önálló, a maga szeszélyei szerint élő üzletasszony, a mama, aki most is szívesen pólyázgatná fiacskáját, [...] Tim, azaz Mandelbaum, aki hamar észreveszi Peter lelki egyensúlyvesztését, szorosabb kapcsolatot remél vele, s összehozza a későbbi áldozattal (színészileg is kiemelkedő, hosszú monológja van megalázó, kirekesztett, örökké mocsokba kényszerített homoszexuális életéről és az öregségről); végül Mogens, a pszichiáter, akinek kapóra jön Peter betegsége ahhoz, hogy Katarina Egermant egy könnyű kalandra esetleg elcsábítsa. [...] Peter a másik Katarinát, feleségét akarta megölni, de nem tudta megtenni; a gyilkolás kényszerképzete betokosodott, függetlenné lett az áldozat személyétől is. Bizonyos értelemben magától Peter Egermanntól is, aki küzdött ellene, öngyilkosság gondolatával is foglalkozott. [...] Bergman, mint mondottuk, nem dramatizál, hanem diagnosztizál ebben a filmjében; [...] Ezzel eléri, hogy alapos munkára szorítja a néző értelmét – de érintetlenül hagyja a szívét. A néző viszonya a filmhez végig egy tanúé; kívül áll, figyel, [...] Kinek megéri, kinek nem. Kinek néhány izgalmasnak vélt jelenet miatt (szex-show!), [...] A rendező, a filmalkotó mindeddig egyenrangú volt Bergmanban a nagy drámaíróval. [...] Bergman Peter Egermanban tetten akarja érni azt a valamit az emberi lélek mélyén, amely egy nap föltámadt, [...], hogy elpusztítsa önmagát vagy valaki mást. Ezért száműzni akarja filmjéből – de ez csak részben sikerült szerencsére – a művészet teremtette illúziót, érzelmi kötődést és asszociációkat; nyers igazságra vágyott, a dokumentáció módszerét választotta.”
„Ingmar Bergman új filmje, melyet az NSZK-ban forgatott, ottani színészekkel, bizonyos mozzanataiban igen ismerősnek tűnik. S ez nem is meglepő, hiszen, ha emlékezünk előző filmjére, a televíziós Bergman-sorozatban is vetített Jelenetek egy házasságból című munkájára, akkor eszünkbe juthat, hogy annak az egyik jelenetében feltűnt egy idegesítő házaspár, Peter és Katerina, akik gátlástalan veszekedésükkel, házaséletük, szexuális viszonyuk nyílt kiteregetésével kínosan rossz estét szereztek a Jelenetek egy házasságból hőseinek. Bergman most ennek a párnak, Katerinának és Péternek a történetét mondja el részletesen, mintegy oknyomozva. A film ugyanis a végén kezdődik, azzal a jelenetsorral, amikor Peter egy hamburgi szexcentrum kukucskáló mozijában látszólag indok nélkül megfojt egy vetkőzős prostituáltat, akivel először találkozik, majd a már halott nőn kiéli szexuális vágyait. A továbbiakban aztán lassan kibontakozik előttünk ennek a cselekedetnek a háttere, a motívumok, indítékok, elfojtások, gátlások, melyek idáig vitték Petert, ezt a jómódú, tekintélyes kereskedőt és pénzembert, aki a kívülállók szerint teljesen normális házasságban élt Katerinával. Peter először a pszichiáterének mesél: iszonyú késztetést érez, hogy megölje a feleségét. Aztán megismerjük a tényeket a feleség szemszögéből is. Megtudjuk, hogy Petert még most is valósággal terrorizálja az anyja, meg hogy a látszat ellenére nincs semmi sem rendben Peter házasságában. Valóságos pszichoanalitikai oktatófilm pontossággal követi Bergman egy tipikus kóros indulatátvitel és egy szintén tipikus szexuális elfojtás kibontakozását, kiterebélyesedését. Freudi példatár ez – de nem csupán az, és ettől a plusztól válik érdekessé a film. Mert az igaz ugyan, hogy majdnem ugyanezt már láttuk a Suttogások és sikolyok, vagy a Jelenetek egy házasságból kockáin, és hogy Bergman megint csak monomániásan ugyanarról, a rossz emberi kapcsolatokról, a rossz házasságokról beszél. De ami itt többlet, az túlmutat a korábbi hasonló filmeken. Nevezetesen: ebben a variációban már-már az action gratuit, az érdek, indok, motívum nélküli cselekedet szintjéig mélyül a férfi és nő, az ember és ember közötti kapcsolatok válsága. Bergman analízise hibátlan: ez a párkapcsolat maga volt a pokol, itt a felszín alatt halálos ellentétek, gyűlöletek feszültek, s ez a két ember csak azért nem végzett már korábban egymással, mert már ehhez is gyöngék voltak. Már a cselekvés is csak pótcselekvésben nyilvánul meg: Peter Katerina helyett egy prostituálttal végez (akit egyébként véletlenül szintén Katerinának hívnak), s tette után szinte elkerülhetetlenül jut az elmegyógyintézetbe. Bergman mindezt valósággal szenvtelenül, hideg elemző stílusban mondja el. Hatása éppen ebben a jeges attitűdben van: amiként ezt a házaspárt már semmiféle emberi érzés, érzelem nem fűzi össze, úgy hidegíti el tőlük Bergman a nézőket is. Ehhez még egy sajátos formai megoldást is választ nyomatékul: a film eleje (a gyilkosság) és a vége (az  elmeayógyintézeti képek) színes, a többi, az oknyomozás, az analízis fekete-fehér.”
Stark András pszichiáter Mogens Jensen pszichiáter professzorról  állít ki szegénységi bizonyítványt, mikor így fogalmaz: „A pszichiáter – a sötét lélekidomár vagy a megváltó lélekgyógyász képében – a mai mozinak is kulcsfigurája. [...] Ingmar Bergman Mogens doktorának cinizmusa (Jelenetek a bábuk életéből, 1980) talán közös gyökerűek. Mindenesetre Bergman pszichiátere ritka ellenszenves alak. Igaz, a film a rendező »rosszkedvének telén« készült, mint a Képekben írja: »benne van a saját tapasztalatom, abból az időből, amit adóügyem után a pszichiátriai klinikán töltöttem«. Amikor Peter egzisztenciális szorongásaival, gyilkos indulataival, bűntudatával felkeresi pszichiáter barátját, az nemes egyszerűséggel egészségesnek nyilvánítja: igyon kávét, konyakot, sétáljon jókat. »Szívére veszi terhünk, gondunk vállára venni nem bolond«. Már csak azért sem, mivel leginkább a feleség, Katarina elcsábításával foglalatoskodna. Keserű tapasztalatom, senkinek se kívánom, hogy megélje azt a kutyaszorítót, amit a barátnak szóló bizalom, a pszichiátertől elvárt mindenhatóságigény és az autoritástól, a stigmatizálódástól való félelem egyidejűsége és a mélyben lévő ambivalencia átélése jelent.”
A 2005-ös tv-bemutató és a DVD-s változat megjelenése után is napvilágot látott újabb filmkritika, ugyancsak vegyes fogadtatással: „[...] a Jelenetek a bábuk életéből a „negatív lenyomat”: Isten csendje után az emberé. Katarzis helyett gyilkosság, szeretetkapcsolat helyett néma bezáródás – esztétikai értelemben is. [...] A történet tétjét veszti, amikor in medias res a gyilkossággal kezdődik, így az ezt követő időfelbontásos szerkezet nem a drámának, hanem a (pszicho)analízisnek kedvez. Dramaturgiailag ezt erősítik az önmagukban részletesen kidolgozott epizódok (így a homoszexuális barát karakterrajza), s a Bergman-filmekből egyébként ismerős monológok is (közvetlenül a kamerába felolvasott vagy tükör előtt elmondott levelek, vallomások, diktálások). A szintén ismerős álomjelenetekben pedig ezúttal nem átlépnek a szereplők egy másik valóságba, hanem jóval inkább kilépnek belőle (jellemző módon a férj azt álmodja, hogy álmodik).”

## Bergman kilenc filmje és Bergman-sorozat
A Magyar Televízió 2005-ben a Bergman kilenc filmje (m1, május 3-ától július 5-éig) és ezt közvetlenül követően a Bergman-sorozat (m2, július 6-ától július 14-éig) keretében tűzte műsorára először ezt a tévéfilmet, és ebben az évben készült el a második magyar szinkronváltozata is. A Magyar Televízió ezekkel a sorozatokkal tisztelgett az akkor még élő, 87 éves világhírű művész előtt, és ez az alkotás zárta a sorozatokat. Az m1-en 2005. július 5-én kedden 23:45-kor került adásba, míg az ismétlésére július 14-én csütörtökön az m2-n 23:55-ös kezdéssel került sor.

## Bakik
Miután Bergman ide-oda ugrál az időben, így ebből adódóan maradhattak benne olyan mozzanatok, amelyek nem voltak összhangban egymással. Ezek ugyanakkor csak apró tévedések, amelyek a mű élvezhetőségét, mind a film, mind a szinkron magas színvonalát semmiképpen nem befolyásolják:
- Az első jelenetben a Prológusban és a 2. jelenetben, amely szerint 20 órával a gyilkosság után Mogens Jensen pszichiáter professzor a nyomozás vezetőjével beszél, valamint a 11. jelenetben, amely szerint 50 perccel a katasztrófa előtt Peter Egermann felkeresi a prostituált Katarina Krafftot, nincs összhang a színpadra rakott párnák és takaró, valamint a holttest elhelyezkedésében, ugyanis a 11. jelenetben épp a másik oldalra teszi „Ka”, a prostituált a párnákat és a takarót, mint ahogy az első jelenetben látszik, pedig az időrendben a 11. folytatása. Ugyanakkor az első jelenetben is pont az ellenkező pozícióban láthatjuk a prostituált hulláját, mint a második jelenetben, amikor megjelenik a professzor.
- A harmadik jelenetben, amely szerint 14 nappal a katasztrófa előtt Peter Egermann felkeresi Mogens Jensen professzort a rendelőjében, Jensen professzor, miután elküldte Petert, és odahívja Peter feleségét, Katarinát, – bár Peter elbújik, és kihallgatja kettejük beszélgetését – Mogens Jensen elmondja Katarinának, hogy hat hétre a felesége nélkül Tuniszba utazik, és Katarinát is magával szeretné vinni. Ha a film szerint a professzor valóban elutazott hat hétre, azaz 42 napra, akkor Peter Egermann nem tudta volna 14 nappal később hívni őt, amikor megölte a prostituáltat. Pedig Mogens Jensen ekkor az otthonában tartózkodott, már ébren volt, de a felesége még aludt, amikor hajnali öt óra körül megszólalt a telefon. Ekkor készségesen Peter segítségére sietett, és rövid idő alatt a helyszínre ért.
- Ugyanígy a 9. jelenetben, miszerint Két nappal a katasztrófa előtt Peter Egermann öngyilkossággal fenyegetőzik, Katarina felhívta a professzort, akinek állítólag Tuniszban kellett volna lennie, és bár a pszichiáterrel nem tudott beszélni, arról  értesülnie kellett volna a telefonhívásból, hogy nincs az országban.
- Ezen felül a második magyar szinkronváltozat is tartalmaz egy apró bakit, mikor a 7. jelenetben a német nyelvű felirat a Drei Tage nach dem Mord findet ein Gespräch zwischen Tim und dem Vernehmungsleiter statt. szöveget tartalmazza, míg a narrátor (Korbuly Péter) azt mondja, hogy Két nappal a gyilkosság után a felügyelő kikérdezi Timet.

## Díjak
- Az Amerikai Filmkritikusok Szövetségének díja (The National Board of Review of Motion Pictures /NBR/ Award), 1980. legjobb öt külföldi filmje kategóriában (Top Foreign Films), 1980.